# アレッサンドロ・ボルギ
アレッサンドロ・ボルギ（Alessandro Borghi, 1986年9月19日 - ）は、イタリアの俳優である。2018年公開の映画『Sulla mia pelle』でダヴィッド・ディ・ドナテッロ主演男優賞を受賞した。

## 略歴
ローマ出身。ボクシングやフルコンタクト空手等の格闘技の経験を活かして2005年から2007年にかけてチネチッタでスタントマンとして活躍し、その後テレビドラマに出演するようになる。
2011年にフランチェスコ・ドミネドー（Francesco Dominedò）監督作『Cinque』で映画に初出演する。その後、2015年にはステファノ・ソッリマ監督作『暗黒街』でダヴィッド・ディ・ドナテッロ助演男優賞に、クラウディオ・カリガリ（Claudio Caligari）監督作『Non essere cattivo』でルカ・マリネッリとともに同主演男優賞にノミネートされる。
2017年にはフェルザン・オズペテク監督作『ナポリ、熟れた情事』で同助演男優賞にノミネートされたほか、ダリダの伝記映画であるリサ・アズエロス（Lisa Azuelos）監督作『ダリダ ～あまい囁き～』にてシンガーソングライターのルイジ・テンコ（Luigi Tenco）役を演じる。また、同年、ベルリン国際映画祭にてシューティング・スター賞を受賞したほか、第74回ヴェネツィア国際映画祭のパドリーノ（padrino）を務める。
2017年より『暗黒街』の前日譚となるNetflix制作のテレビドラマ『Suburra -暗黒街-』に出演し、第1シーズン（2017年10月配信）、第2シーズン（2019年2月配信）ともに映画版と同じくアウレリアーノ（通称「ナンバー8」）役を演じている。
2018年、アレッシオ・クレモニーニ（Alessio Cremonini）監督作『Sulla mia pelle』に出演し、ダヴィッド・ディ・ドナテッロ主演男優賞を受賞する。
2019年、ローマ建国神話を題材としたマッテオ・ロヴェーレ監督作『ザ・グレイテスト・キング』に出演し、レムス役を演じる。
2020年、イタリアの株式トレーダー、グイド・マリア・ブレラ（Guido Maria Brera）が2008年のリーマン・ショックからインスピレーションを得て執筆した同名小説に基づくドラマ『DEVILS～金融の悪魔～』に主演し、パトリック・デンプシー、ラース・ミケルセンらと共演。2022年4月より配信が開始される第2シーズンでも主演を務める。
2022年、パオロ・コニェッティの同名小説に基づくフェリックス・ヴァン・フルーニンゲン、シャルロッテ・ファンデルメールシュ監督作『帰れない山』にルカ・マリネッリとともに主演する。

## フィルモグラフィー

### 映画
| 公開年 | 邦題 原題                            | 役名                        | 備考                                             |
| ------ | ------------------------------------ | --------------------------- | ------------------------------------------------ |
| 2011   | Cinque                               |                             |                                                  |
| 2011   | L'ultima zingarata                   |                             |                                                  |
| 2011   | Lui e l'altro                        |                             | 短編                                             |
| 2013   | Roma criminale                       |                             |                                                  |
| 2013   | Silenzio Canto                       |                             | 短編                                             |
| 2014   | Buon San Valentino                   |                             | 短編                                             |
| 2014   | Carrozzella negra                    |                             | 短編                                             |
| 2015   | Non essere cattivo                   | ヴィットリオ                |                                                  |
| 2015   | 暗黒街 Suburra                       | アウレリアーノ（ナンバー8） |                                                  |
| 2016   | Il più grande sogno                  | ボッチョーネ                |                                                  |
| 2016   | Ningyo                               |                             | 短編 ルノー・セニックのプロモーションクリップ    |
| 2017   | ダリダ〜あまい囁き〜 Dalida          | ルイジ・テンコ              |                                                  |
| 2017   | フォルトゥナータ Fortunata           | チカーノ                    | イタリア映画祭2018にて上映                       |
| 2017   | Liubov pret-a-porte                  | チェーザレ                  |                                                  |
| 2017   | ザ・プレイス 運命の交差点 The Place  | フルヴィオ                  | イタリア映画祭2018上映時タイトル『ザ・プレイス』 |
| 2017   | ナポリ、熟れた情事 Napoli velata     |                             | 日本劇場未公開                                   |
| 2018   | Sulla mia pelle                      | ステファノ・クッキ          |                                                  |
| 2019   | ザ・グレイテスト・キング Il primo re | レムス                      |                                                  |
| 2021   | スーパーヒーローズ Supereroi         | マルコ                      | イタリア映画祭2022にて上映                       |
| 2021   | Mondocane                            | テスタカルダ                |                                                  |
| 2021   | Delta                                |                             |                                                  |
| 2021   | Diversamente                         | ピエトロ                    |                                                  |
| 2022   | 帰れない山 Le otto montagne          | ブルーノ                    |                                                  |
| 2022   | デルタ Delta                         | エリア                      | イタリア映画祭2023にて上映                       |

### テレビ
| 放映年 | 邦題 原題                           | 役名                           | 備考                                     |
| ------ | ----------------------------------- | ------------------------------ | ---------------------------------------- |
| 2006   | Distretto di Polizia                |                                | シーズン6 第25話「Un gesto disperato」   |
| 2007   | Io e mamma                          |                                | ミニシリーズ                             |
| 2007   | Questa è la mia terra 2             |                                |                                          |
| 2008   | Ho sposato uno sbirro               |                                |                                          |
| 2009   | R.I.S. - Delitti imperfetti         |                                | シーズン5 第1話 「Il mistero del bosco」 |
| 2009   | Don Matteo                          | エンリコ・マストロヤンニ       | シーズン7 第6話「Numeri Primi」          |
| 2010   | Sant'Agostino                       | カミッルス                     | ミニシリーズ                             |
| 2010   | Romanzo criminale - La serie        | マルチェッリーノ               | シーズン2 第7話                          |
| 2011   | La narcotici                        | カルロ                         | シーズン1 第1話                          |
| 2011   | Rex                                 |                                | シーズン4 第5話「Vendetta」              |
| 2013   | L'isola                             | セバスティアーノ・チェッラーイ | 8エピソード                              |
| 2013   | Che Dio ci aiuti                    | リッカルド・マンズィ           | シーズン2（8エピソード）                 |
| 2013   | Ultimo 4 - L'occhio del falco       | イゴール                       | 2エピソード                              |
| 2013   | Panchinari - Obiettivo Salvezza     |                                | シットコム                               |
| 2015   | Squadra mobile                      |                                | 4エピソード                              |
| 2015   | Non uccidere                        |                                | 3エピソード                              |
| 2017-  | Suburra -暗黒街- Suburra - La serie | アウレリアーノ （ナンバー8）   |                                          |
| 2020   | DEVILS～金融の悪魔～ Diavoli        | マッシモ・ルッジェーロ         |                                          |

### ミュージックビデオ
- Negramaro「Basta così」（2011年）
- Negramaro「Tutto qui accade」（2016年）
- Thegiornalists「Questa nostra stupida canzone d'amore」（2018年）
- Salmo「Lunedì」（2019年）

## 主な受賞
- ダヴィッド・ディ・ドナテッロ主演男優賞（2019年） 『Sulla mia pelle』
- ナストロ・ダルジェント最優秀新人俳優賞（グラツィエッラ・ボナッキ賞）（2016年） 『Non essere cattivo』
- ナストロ・ダルジェント助演男優賞（2017年） 『Il più grande sogno』および『フォルトゥナータ』
- ベルリン国際映画祭シューティング・スター賞（2017年）